# 延聖鄉
延聖鄉，是四川省鄰水縣曾经下辖的一个乡。

## 沿革[1]
- 民國4年(1915年)，增設城廂、東附城、南附城、西附城、北附城、民治等6鄉。
- 民國19年(1920年)，鄉改稱鄉公所，治城改為鼎屏鎮，東附城改為延聖鄉，南附城改為解慍鄉，西附城改為挹爽鄉，北附城改為拱極鄉。
- 民國29年(1940年)，延聖鄉與金埡鄉合併為延金鄉。